# Aporia (empresa)
Aporia es la Plataforma de Observabilidad ML que permite a los equipos de ciencia de datos y ML (aprendizaje automático) supervisar, explicar, obtener información y maximizar el valor de sus modelos de aprendizaje automático en producción. La empresa está respaldada por Tiger Global, Samsung Next, TLV Partners y Vertex Ventures.
La tecnología de Aporia la utilizan Bosch, Munich RE, SIXT, Lemonade y Armis, entre otros.
La sede central se encuentra en Tel Aviv (Israel). La oficina de EE. UU. se encuentra en San José, California. 

## Historia
Aporia fue fundada en 2019 por Alon Gubkin y Liran Hason.
En abril de 2021, la empresa recaudó una ronda semilla de 5 millones de dólares para su plataforma de monitorización de modelos ML.
En septiembre de 2021, Aporia lanzó la primera plataforma de monitorización de autoservicio para el aprendizaje automático. La fuente es gratuita y está a disposición del público.
En febrero de 2022, Aporia cerró una ronda de Serie A con 25 millones de dólares para su plataforma de observabilidad de ML.
En abril, la empresa nombró a Tim Tyrrell Vicepresidente de Ventas. Anteriormente, Tim ocupó el cargo de líder de ventas de IBM durante más de dos décadas. En 2022, el director técnico y cofundador de Aporia, Alon Gubkin, fue nombrado miembro de Forbes 30 Under 30.
En junio, Aporia fue nombrada por Forbes Empresa del Próximo Billón de Dólares.
En noviembre, la empresa se asoció con ClearML, una plataforma de MLOPs, para mejorar la optimización de las canalizaciones de ML. La tecnología se diseñó para centrarse en los márgenes tiempo-valor y tiempo-ingresos, empleando una garantía de calidad holística de los proyectos de ML para adelantar su tiempo de producción comercial. Aporia trabaja en los sectores minorista/comercial, automovilístico y de servicios financieros.
En enero de 2023, la empresa lanzó Direct Data Connectors (DDC), una tecnología para supervisar los modelos de aprendizaje automático en producción conectándose directamente a los conjuntos de datos de entrenamiento e inferencia, sin necesidad de duplicar ningún dato.
Los casos de uso de ML que admite Aporia son la previsión de la demanda, los sistemas de recomendación y clasificación, el riesgo crediticio, la detección del fraude, la PNL -análisis y clasificación de sentimientos-, la fijación dinámica de precios, la LTV del cliente, la predicción de la pérdida de clientes, la puntuación de clientes potenciales.